# 佛山地铁3号线
佛山地铁3号线是佛山地铁的南北向主干线路，途经南海、禅城、顺德三区，联系大良组团、中心组团和狮山组团。线路全长69.5公里，设站38座，投资425.72亿元，代表色為藍色。
线路首通段（顺德学院站－镇安）于2022年12月28日开通运营，后通段（佛山大学－联和、中山公园－镇安）于2024年8月23日开通。另有一座车站已建成待启用，一座车站正在建设，一座车站进行前期准备。

## 概要
3号线全长约为69.5公里，线路起自顺德港站，止于佛山大学站，共设38座车站（其中地下站35座，高架站3座），其中地下段62.1km，高架段7.4km。设有狮山车辆段、逢沙停车场及北滘停车场三个车辆基地，以及四个主变电站（博爱路、文昌、夏园、岳步）。
3号线南起顺德区順德港，以地下线形式沿南國東路大致向北，经广珠城际铁路顺德学院站後转入东乐路向西，至清晖路折向北，过桂畔海，折向西沿羊大路行进，在105国道由地下转为高架，沿105国道北行，从三洪奇大桥东侧过顺德水道，至林西桥前由高架转为地下，之后转向西北进入林上路，路过佛山一环，转向北，沿文华南路下穿东平水道，在季华路折向东行进，至南海大道转向北，至海三路折向西，过文昌桥折向西北，沿线经过佛山机场和佛山西站，在兴业路折向北进入狮山工业大道，随后再次转为高架進入獅山大學城，最后转向东，終止於佛山大学仙溪校区附近。
3号线原计划在2014年内开工，2018年年底建成试运营，总工期5年。但由于规划调整，线路在2016年底才开始建设。当中顺德学院站至镇安段于2022年12月28日开通；佛山大学至联和段、中山公园至镇安段于2024年8月23日开通；联和至中山公园段因后期广湛高铁工程需改建佛山站，导致该段已建成区间需进行加站改造（即佛山高铁站），因而线路目前需要实施南北两段运行，该段计划在2025年底满足贯通条件；顺德学院站至顺德港段则仍在规划中。

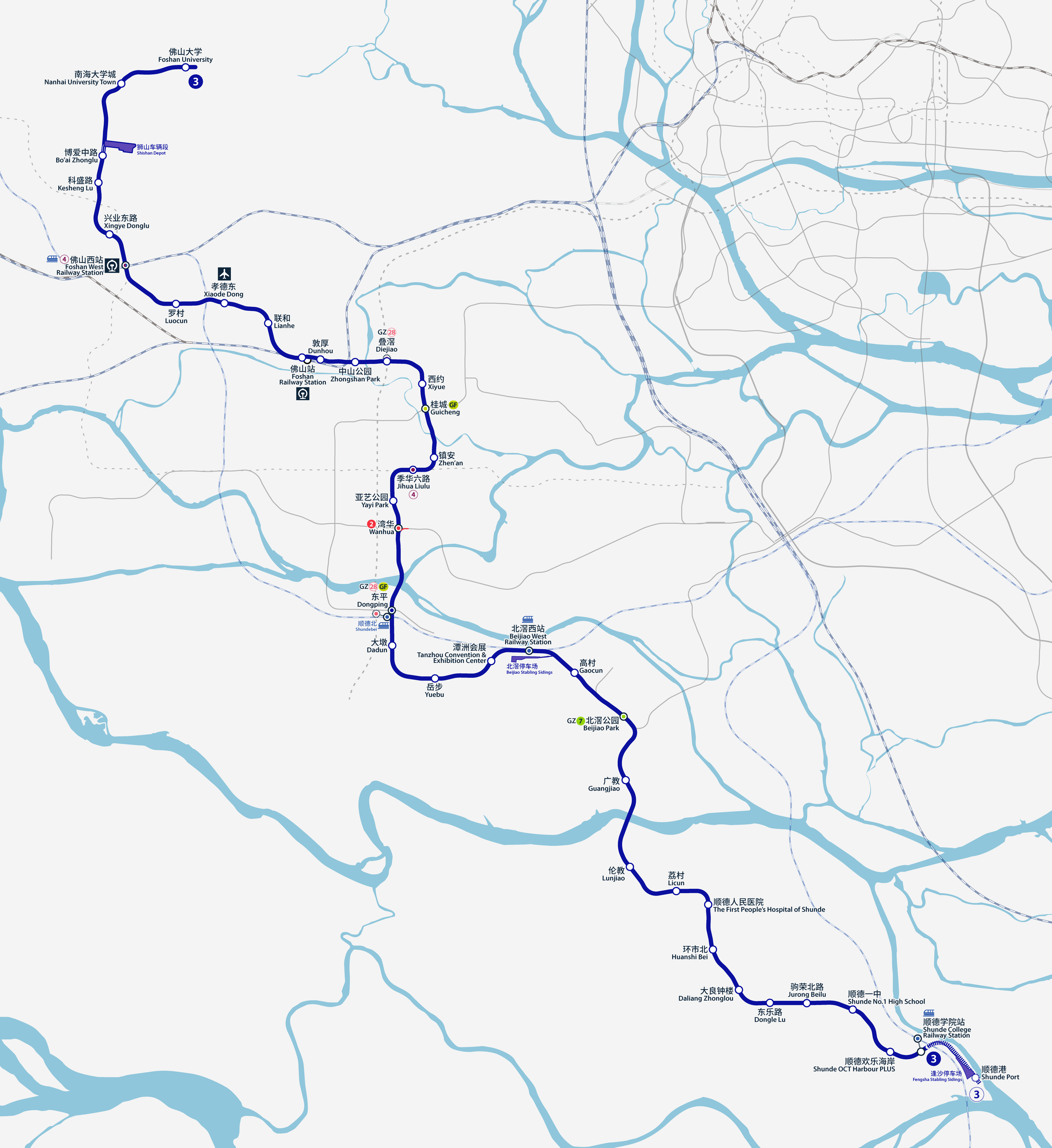
3號線線路圖，按真實走向比例繪畫。含在建及待建各段

## 歷史

### 規劃
3號線報批時首末站為獅山至容桂，2012年11月6日，本线与佛山地铁2号线同时获批；2013年6月7日公布路線走向和車站名稱。
随后于2015年，顺德一端的终点站改为顺德学院站，以对接广珠城轨，并取消德勝站至容桂站一段，兩個片區改為规划其它线路進行覆蓋。而2016年，南海一端的终点站延长至科技学院。但因為調整幅度較大，獅山至科技學院段以及逢沙至順德學院段作為3號線調整段，均需要重新進行報批，並列入佛山市城市轨道交通（2017至2022年）建设规划方案當中。
2019年公示的3號線調整段環評中，線路南端獲延長至順德客運港站；同年3月29日，广东省发展改革委批复同意佛山地铁三号线调整方案。2022年6月，佛山市轨道交通局透露3号线将会增设车站，接驳即将动工兴建的新佛山高铁站。8月15日，佛山市轨道交通局批复3号线增设佛山高铁站的初步设计，确认3号线全线增加至38站。

### 建設
2016年8月31日，3號線先行段（大墩站－灣華站）為配合廣佛環線施工而先行開工。11月18日，3号线首批6个车站（狮山站、罗村站、水口站、美旗站、大良站、顺德医院站，均为工程名称）开工建设。
2017年12月8日，大墩站－东平站区间右线顺利贯通，为3号线首个贯通的盾构区间。2018年2月6日，美旗站成为3号线首座封顶车站。2020年12月11日，全线31座车站主体结构完工，同时首通段开始进行铺轨。
2021年1月15日，高村站完成施工，成为全线首座完工的车站。8月29日，高村站至北滘新城站双线贯通，至此首通段的盾构区间全部贯通。12月13日，北滘停车场封顶。12月31日，首通段实现双线轨道贯通。
2022年4月23日，逢沙车辆段出入段线至三洪奇站顺利实现接触网送电。5月2日，该区间完成热滑。
2022年6月6日，首通段除北高区间外全线轨通；6月10日，北滘公园至高村实现短轨通，6月12日实现长轨通，至此首通段实现全线轨通。
后通段的在建段（即北段）部分，于2023年8月16日实现短轨通，一个月后再实现长轨通，10月26日电通，12月30日完成热滑试验。2024年6月25日，在建段完成竣工验收。

### 调试运营
三号线首通段于2022年7月15日完成供电系统验收，8月2日完成“三权”临时移交，8月11日开始试运行，11月30日通过竣工验收，12月12日通过运营前安全评估。
2022年12月24日，佛山地铁公布3号线首通段将于28日起开通运营。首通段于12月28日中午12时起开始载客服务。
2024年4月11日，后通在建段开始跑图试运行；同年7月28日，通过初期运营前安全评估。
2024年8月23日，三号线后通段（中山公园至镇安、佛山大学至联和段）开通运营。

## 車站
三號線全線共設38座車站，其中地下站35座，高架站3座。同時有15站與已知在建或規劃線路換乘。現時有4座為換乘站。
除由廣州7號綫西延段建成的北滘公园站外，其余车站均採用統一的白色大理石板進行裝修。
另外，3號線首通段和桂城站各地下車站出入口均延续與广佛线、2号线各站一致的「玻璃盒」設計；后续开通的地下车站各出入口则是在“玻璃盒”设计的基础上稍作改动。
3号线各车站（北滘公园站除外）均设有宽通道闸机，支持人脸识别乘车。乘客可凭身份证在客服中心的自助客服终端开通“人脸过闸”功能。
| 車站編號 | 站名及配色                  | 站名及配色                  | 里程（公里）                | 里程（公里）                  | 换乘路线                                              | 所在地                      | 啟用時間                    | 车站形式                    |
| 車站編號 | 站名及配色                  | 站名及配色                  | 站间                        | 累计                          | 换乘路线                                              | 所在地                      | 啟用時間                    | 车站形式                    |
| 3號線北段（联和至佛山大学） | 3號線北段（联和至佛山大学） | 3號線北段（联和至佛山大学） | 3號線北段（联和至佛山大学） | 3號線北段（联和至佛山大学）   | 3號線北段（联和至佛山大学）                           | 3號線北段（联和至佛山大学） | 3號線北段（联和至佛山大学） | 3號線北段（联和至佛山大学） |
| --- | --------------------------- | --------------------------- | --------------------------- | ----------------------------- | ----------------------------------------------------- | --------------------------- | --------------------------- | --------------------------- |
| F338 |                             | 佛山大学                    | -                           | 0.0                           |                                                       | 南海区                      | 2024年8月23日               | 高架側式站台                |
| F337 | 南海大学城                  | 2.54                        | 2.54                        |                               | 地下岛式站台                                          | 南海区                      | 2024年8月23日               |                             |
| F336 | 博爱中路                    | 2.98                        | 5.52                        |                               | 地下岛式站台                                          | 南海区                      | 2024年8月23日               |                             |
| F335 | 科盛路                      | 1.01                        | 6.53                        |                               | 地下岛式站台                                          | 南海区                      | 2024年8月23日               |                             |
| F334 | 兴业东路                    | 2.19                        | 8.72                        |                               | 地下岛式站台                                          | 南海区                      | 2024年8月23日               |                             |
| F333 | 佛山西站                    | 1.37                        | 10.09                       | 4号线 佛山西站、 广肇城际铁路 | 地下三岛式站台[FSX]                                   | 南海区                      | 2024年8月23日               |                             |
| F332 | 罗村                        | 2.55                        | 12.64                       |                               | 地下岛式站台                                          | 南海区                      | 2024年8月23日               |                             |
| F331 | 孝德东                      | 1.82                        | 14.46                       |                               | 地下岛式站台                                          | 南海区                      | 2024年8月23日               |                             |
| F330 | 联和                        | 1.92                        | 16.38                       |                               | 地下岛式站台                                          | 南海区                      | 2024年8月23日               |                             |
| 3號線未开通段 |                             |                             |                             |                               |                                                       |                             |                             |                             |
| F329 | 佛山高铁站                  | 佛山高铁站                  | 2.00                        | 18.38                         | 佛山站                                                | 禪城区                      | 建设中                      | 地下岛式站台                |
| F328 |                             | 敦厚                        | 0.68                        | 19.06                         |                                                       | 禪城区                      | 有待确定                    | 地下岛式站台                |
| 3號線南段（顺德学院站至中山公园） |                             |                             |                             |                               |                                                       |                             |                             |                             |
| F327 |                             | 中山公园                    | 1.29                        | 20.35                         |                                                       | 禪城区                      | 2024年8月23日               | 地下岛式站台                |
| F326 | 叠滘                        | 1.17                        | 21.52                       | 廣州地鐵：28号线              | 南海区                                                | 地下叠式侧式站台            | 2024年8月23日               |                             |
| F325 | 西约                        | 1.84                        | 23.36                       |                               | 南海区                                                | 地下岛式站台                | 2024年8月23日               |                             |
| F324 | 桂城                        | 0.93                        | 24.29                       | 广佛地铁 GF11                 | 南海区                                                | 地下岛式站台                | 2024年8月23日               |                             |
| F323 | 镇安                        | 1.84                        | 26.13                       |                               | 禪城区                                                | 地下岛式站台                | 2022年12月28日              |                             |
| F322 | 季华六路                    | 1.08                        | 27.21                       | 4号线                         | 禪城区                                                | 地下雙岛式站台[JH6]         | 2022年12月28日              |                             |
| F321 | 亚艺公园                    | 1.73                        | 28.94                       |                               | 禪城区                                                | 地下岛式站台                | 2022年12月28日              |                             |
| F320 | 湾华                        | 1.11                        | 30.05                       | 2号线 F220                    | 禪城区                                                | 地下岛式站台                | 2022年12月28日              |                             |
| F319 |                             | 东平                        | 3.15                        | 33.20                         | 广佛地铁 GF02 廣州地鐵：28号线 顺德北站：广肇城际铁路 | 地下岛式站台                | 2022年12月28日              | 順德区                      |
| F318 |                             | 大墩                        | 1.16                        | 34.36                         |                                                       | 地下岛式站台                | 2022年12月28日              | 順德区                      |
| F317 | 岳步                        | 2.42                        | 36.78                       |                               |                                                       | 地下岛式站台                | 2022年12月28日              | 順德区                      |
| F316 | 潭洲会展                    | 2.30                        | 39.08                       |                               |                                                       | 地下岛式站台                | 2022年12月28日              | 順德区                      |
| F315 | 北滘西站                    | 1.55                        | 40.63                       | 北滘西站：广肇城际铁路        |                                                       | 地下岛式站台                | 2022年12月28日              | 順德区                      |
| F314 | 高村                        | 1.89                        | 42.52                       |                               |                                                       | 地下岛式站台                | 2022年12月28日              | 順德区                      |
| F313 |                             | 北滘公园                    | 2.45                        | 44.97                         | 廣州地鐵：7号线 701-7                                 | 地下三岛式站台[GZL7]        | 2022年12月28日              | 順德区                      |
| F312 |                             | 广教                        | 2.72                        | 47.69                         |                                                       | 高架側式站台                | 2022年12月28日              | 順德区                      |
| F311 | 伦教                        | 3.44                        | 51.13                       |                               |                                                       | 高架側式站台                | 2022年12月28日              | 順德区                      |
| F310 | 荔村                        | 2.18                        | 53.31                       |                               | 地下島式站台                                          |                             | 2022年12月28日              | 順德区                      |
| F309 | 顺德人民医院                | 1.50                        | 54.81                       |                               | 地下島式站台                                          |                             | 2022年12月28日              | 順德区                      |
| F308 | 环市北                      | 1.68                        | 56.49                       |                               | 地下島式站台                                          |                             | 2022年12月28日              | 順德区                      |
| F307 | 大良钟楼                    | 1.77                        | 58.26                       |                               | 地下島式站台                                          |                             | 2022年12月28日              | 順德区                      |
| F306 | 东乐路                      | 1.40                        | 59.66                       | 11号线                        | 地下島式站台                                          |                             | 2022年12月28日              | 順德区                      |
| F305 | 驹荣北路                    | 1.31                        | 60.97                       |                               | 地下島式站台                                          |                             | 2022年12月28日              | 順德区                      |
| F304 | 顺德一中                    | 1.75                        | 62.72                       |                               | 地下島式站台                                          |                             | 2022年12月28日              | 順德区                      |
| F303 | 顺德欢乐海岸                | 2.16                        | 64.88                       |                               | 地下島式站台                                          |                             | 2022年12月28日              | 順德区                      |
| F302 | 顺德学院站                  | 1.21                        | 66.09                       | 顺德学院站：广珠城际铁路      | 地下島式站台                                          |                             | 2022年12月28日              | 順德区                      |
| 3號線待建段 |                             |                             |                             |                               |                                                       |                             |                             |                             |
| F301 | 顺德港                      | 顺德港                      | 2.88                        | 68.97                         |                                                       | 順德区                      | 规划中                      | 未知                        |
| 註釋 |                             |                             |                             |                               |                                                       |                             |                             |                             |
| - 3号线目前分为南北两段运行，两段之间互不相通，各自獨立運行 - 以斜體標示的车站和线路尚未開通。 - 站间距数据来源：、。 - FSX 3號線與4號線共用，其中3号线使用东侧一个岛式站台和中央岛式月台的东侧。 - JH6 3號線與4號線共用，其中3號線使用内側。 - GZL7 3號線與广州7號線共用，各线使用各岛式站台其中一侧。 |                             |                             |                             |                               |                                                       |                             |                             |                             |
| 论 编 |                             |                             |                             |                               |                                                       |                             |                             |                             |

### 換乘站
已投入使用
- 桂城站：换乘廣佛地鐵。兩線十字交叉，廣佛地鐵建造時已經作出相應預留。因应客流安排，3号线往廣佛线需通过站厅换乘，廣佛线往3号线可通过站台之间换乘平台进行换乘。
- 湾华站：换乘2号线。兩線十字交叉，2號線建造時已經作出相應預留，为站台节点换乘。
- 东平站：换乘廣佛地鐵。兩線十字交叉，廣佛地鐵建造時已經作出相應預留，为站台节点换乘。
- 北滘公园站：换乘广州地铁7号线。3号线和广州7号线两线平行，广州7号线設計時已考慮3号线接入，為三島四線同台換乘。

未投入使用
- 博爱中路站：换乘8号线。8号线为远期规划线路，规划设置于博爱中路地底，与3号线十字交叉。本站3号线部分建设时，在站厅层预留了换乘通道的接口。
- 佛山西站：换乘4号线。3號線和4號線兩線平行，佛山西站建設時已在站內預留兩線車站結構，但兩線各自使用一個島式站台，只能通過站台下方的通道實現換乘；另外廣州28號線也在佛山西站北廣場另設一個車站站體，預計與佛山地鐵兩線為站台節點換乘。惟現時廣州28號線已擱置通往佛山西站的支線的建設規劃，該站體之歸屬仍未明朗。
- 罗村站：换乘14号线。14號線為远期規劃線路，未作出預留。
- 佛山高铁站：换乘7号线、15号线。两线均為远期規劃線路，但国铁新佛山站建设时将对地铁三线进行统一设计，目前具体设计方案未明朗。
- 敦厚站：换乘5号线。兩線十字交叉，虽然5號線為遠期規劃線路，但在建造時已作出相應預留。
- 叠滘站：换乘广州地铁28号线。广州28号线為远期規劃線路，未作出預留。
- 季华六路站：换乘4号线。3号线和4号线两线平行，3號線設計時已考慮4號線接入，為雙島四線同台換乘。
- 东平站：换乘广州地铁28号线、广佛环线和廣佛江珠城際。广州28号线東平車站預計位於嶺南大道南西側、佛山公園東北角附近，與現有東平站需經站廳長通道換乘。
- 岳步站：换乘14号线。14號線為远期規劃線路，未作出預留。
- 广教站：换乘14号线。14號線為远期規劃線路，未作出預留。
- 伦教站：换乘13号线。13號線為远期規劃線路，未作出預留。
- 顺德人民醫院站：换乘广州地铁17号线。廣州17號線為远期規劃線路，未作出預留。
- 环市北站：换乘广州地铁33号线。廣州33號線為远期規劃線路，未作出預留。
- 东乐路站：换乘11号线。兩線十字交叉，建設時已經作出預留，预计为站台节点换乘。
- 顺德一中站：换乘13号线。13號線為远期規劃線路，未作出預留。
- 顺德學院站：换乘广州地铁26号线。廣州26號線為远期規劃線路，未作出預留。

预留换乘的车站
- 中山公园站：原计划换乘7号线，车站建设时在下层预留岛式站台的部分结构。但因7号线更改走线，与7号线的换乘站亦变更为佛山高铁站。故7号线未能使用该预留结构。

## 行车安排
3號綫首通段开通时，採取單一路線營運，所有列車皆往返镇安站及顺德学院站之間，单向全程用时约55分钟。高峰期行车间隔约5分43秒，平峰期行车间隔约8分34秒。
由于佛山高铁站在3号线动工一段时间后才落实增加，故车站建设时将拆除3号线联和至敦厚区间已建成的隧道管片；该区间为避免安全风险无法投入运营。因此，3号线后通在建段开通后，采取分段模式运营：
- 顺德学院站－中山公园：全程用时62分钟，高峰、平峰、低峰的行车间隔分别为5分39秒、8分29秒、9分30秒；
- 联和－佛山大学：全程用时21分钟，行车间隔9分钟。

而中断的区间，当局提供付费的接驳巴士服务来往中山公园和联和站，亦可通过城际铁路及常规巴士线路接驳。
2025年5月8日起，佛山地铁以降本增效为由，将3号线末班车发车时间提前30分钟，同时延长列车行车间隔。其中南段的高、平、低峰期行车间隔分别调整至5分55秒、9分55秒、12分40秒。

## 列車

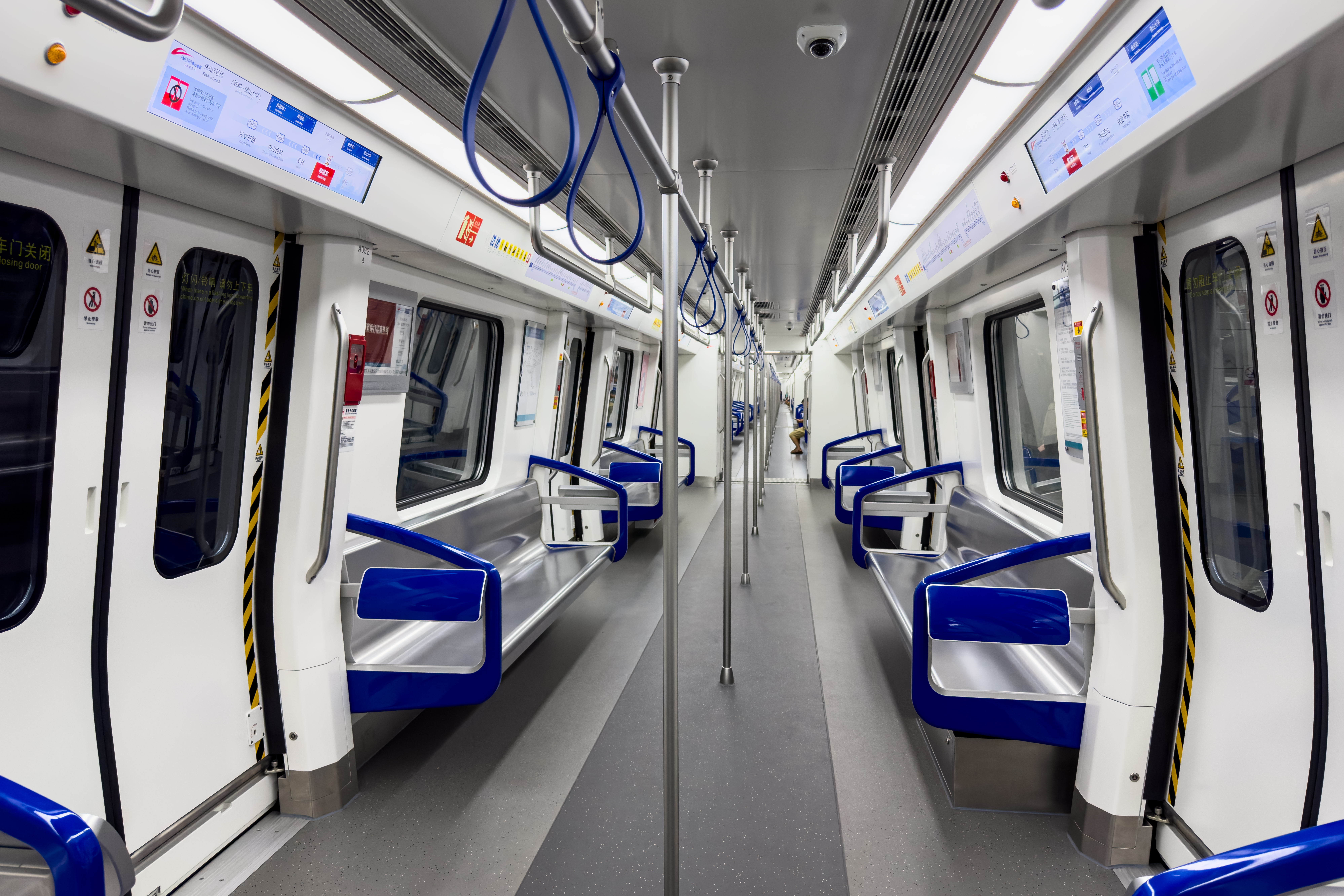
车厢内部

3號線列车颜色以湾区蓝作主调，搭配黑白兩色；車門則為金屬色，與2號線列車外觀類似。採用B型6節編組，設計時速100km/h的列車，初期配屬48列（288辆）。

## 乘客量
3号线作为佛山市内首条南北向地铁干线，目前首通段串连起顺德区乐从、北滘、伦教等镇街，以及顺德中心城区所在的大良街道。北段则止步于禅城区，留待后通段开通后进入南海区。
线路在顺德区内行经多处人口密集区域以及清晖园、顺峰山和华侨城欢乐海岸等旅游景点，仅乐从和北滘镇内部分车站仍为乡郊。因此目前3号线工作日客流仅以顺德沿线内部通勤的客流为主，车厢载客量仅为一般水平；节假日则更多以前往顺德区内观光游览的广佛两市客流为主，车厢此时会略为拥挤。
初期开通的首通段禅城区段因在镇安站戛然而止，未能抵达下一站与广佛线换乘的桂城站，因此影响到3号线乃至佛山地铁线网内的通达性，更令3号线禅城区段的载客量远远不及顺德段，车厢经常显得相当冷清。
目前3号线日均客流在工作日维持在七万人次上下，节假日会进一步提高至十万人次左右。2025年5月2日当天，3号线客流量達到35.79萬人次，创历史新高。